# سان برناردو (محطة مترو أنفاق مدريد)
سان برناردو (بالإسبانية: San Bernardo)‏ هي محطة مترو أنفاق في مدريد في إسبانيا، تقع على الخط رقم 2,4.